# Walter Aßmus
Walter Karl Gustav Aßmus, auch Walter Assmus, (* 26. Juli 1889 in Perleberg; † 3. Mai 1945 in Berlin) war ein deutscher Redakteur. Er arbeitete vorwiegend in Berlin. Er schrieb für Zeitungen, eine Presseagentur, den Rundfunk und für Zeitschriften. Er spezialisierte sich auf Publikationen über Politik und Feuilleton.

## Leben
Er war der Sohn des Kaufmanns Paul Aßmus und dessen Ehefrau Meta, einer geborenen Ehrenbaum. Nach dem Besuch des Realgymnasiums in Perleberg war Walter Aßmus in Berlin als Buchhändler und freischaffender Schriftsteller tätig. Im Alter von 23 Jahren machte er auf der Frankfurter Buchmesse durch sein Werk Von schlechten und guten Büchern. Hütet Euch vor der Schundliteratur! Lest gute Bücher! Ein Mahnwort und ein Versuch den Weg zu weisen auf sich aufmerksam.
Bereits in den Zehner Jahren schrieb Aßmus für Zeitungen, etwa für die Dortmunder Zeitung oder den Bielefelder General-Anzeiger. Außerdem veröffentlichte er Artikel in Zeitschriften wie Friedrich Naumanns Die Hilfe – Wochenschrift für Politik, Literatur und Kunst, Die Christliche Welt oder Der Kritiker – Wochenschrift für Politik, Kunst und Wissenschaft.
Im Ersten Weltkrieg diente er an der Westfront als Soldat und wurde Unteroffizier. Er schrieb für mehrere Soldatenzeitungen, so für die Kriegszeitung der 1. Armee / Die „Wacht im Westen“ und „Champagne-Kriegszeitung“ und Zwischen Maas und Mosel – Feldzeitung der Armeeabteilung C.
Aßmus arbeitete in den Zwanziger Jahren als Berliner Korrespondent für verschiedene Zeitungen, so um 1921 für die Berliner Börsen-Zeitung, um 1924 für das Memeler Dampfboot und für das Wiesbadener Tagblatt (Kürzel „as“).
Von 1925 bis 1929 arbeitete er als Redakteur für die vom früheren Reichspressechef Carl Spiecker gegründete Deutsche Nachrichten- und Korrespondenzgesellschaft mbH (DNKG), die in Berlin den Pressedienst Reichsdienst der deutschen Presse (manchmal auch. Reichsdienst für die deutsche Presse) herausgab. 1926 bis 1929 hatte er dort Prokura.
Vom 1. Juni 1929 bis 30. September 1932 war Aßmus stellvertretender Chefredakteur bei der Rundfunk-Nachrichtenagentur Drahtloser Dienst AG (Dradag). Er war Stellvertreter von Josef Räuscher. Mit ihm wurde Aßmus entlassen, als die Dradag 1932 als selbstständige Organisation aufgelöst und als Abteilung in die Reichs-Rundfunk-Gesellschaft (RRG) übergeleitet wurde; er erhielt mit seiner Entlassung eine Abfindung.
Er schrieb gelegentlich für Zeitschriften wie die Zeitschrift für Geopolitik.
Nach der Machtübernahme durch die Nationalsozialisten wurde er nach dem Schriftleitergesetz (1934) weiter als Redakteur zugelassen. Er schrieb weiter aus Berlin für verschiedene Zeitungen. Seine Artikel – oft zu Militärthemen und aus seiner eigenen Soldatenerfahrung Militärhistorisches zum Ersten Weltkrieg – erschienen etwa im Aachener Anzeiger, Bochumer Anzeiger, Kölnische Zeitung, Riesaer Tageblatt, Der Patriot (Lippstadt) oder Dresdner Nachrichten.
Er wohnte zuletzt in Berlin-Wilmersdorf in der Wiesbadener Straße 58 und fiel in Berlin-Spandau den Kriegshandlungen in den letzten Tagen des Zweiten Weltkriegs zum Opfer.
Walter Aßmus war Mitglied des Reichsverbandes der Deutschen Presse (RDP) und des Vereins Berliner Presse.

## Familie
Walter Aßmus heiratete 1913 Gertrud, geborene Lindnau.

## Schriften (Auswahl)
- Die moderne Volksbühnenbewegung, Leipzig, Quelle & Meyer, 1909.
- Das geplante Berliner Volkskunsthaus. In: Monatshefte der Comenius-Gesellschaft für Kultur und Geistesleben. Herausgegeben von Ludwig Keller. Der ganzen Reihe 17. Band/Band I/1909 und 18. Band/Band I/1909. Neue Folge der Monatshefte der Comenius-Gesellschaft, Jena, Diderichs, 1909.
- (mit Erwin Ackerknecht): Buchhandel und Volksbildung. Anregungen u. Ausführungen zu einer brennenden Frage, Berlin-Schöneberg, Sayffaerth, 1911.
- Von schlechten und guten Büchern. Hütet Euch vor der Schundliteratur! Lest gute Bücher! Ein Mahnwort und ein Versuch den Weg zu weisen, Frankfurt am Main, Rhein-Main. Verband für Volksbildung, 1911.
- Volksheim, Arbeiterdiskussionsklub und Volksakademie. Neue Mittel und Wege zur Anbahnung besserer Beziehungen zwischen den verschiedenen Volkskreisen (= Kultur und Fortschritt, Nr. 375/376), Gautzsch bei Leipzig, Dietrich, 1911.
- Buchhandel und Volksbildung (= Kultur und Fortschritt, Nr. 451/452), Gautzsch bei Leipzig, Dietrich, 1912.
- Der Alkoholismus und seine Bekämpfung, 1912.
- „Das freie Volksbildungswesen im neuen Deutschland“. Der Kritiker. Wochenschrift für Politik, Kunst und Wissenschaft 1. Jg., Nr. 6, 10. April 1919, S. 20–22 HathiTrust
- „Beobachtungsposten Berlin“. Zeitung und Öffentlichkeit. Beilage Memeler Dampfboot Nr. 154, 1924-07-03, S. 1 Digitalisat
- „Entwicklungstendenzen im baltischen Raum“. Zeitschrift für Geopolitik, 5. Jg., Heft 7 (Juli 1928), S. 560–570